# Crœttwiller
Crœttwiller (en alsacià Kräpere) és un municipi francès, situat a la regió del Gran Est, al departament del Baix Rin. L'any 1999 tenia 173 habitants.
Forma part del cantó de Wissembourg, del districte de Haguenau-Wissembourg i de la Comunitat de comunes de la Plana del Rin

## Demografia
| 1962 | 1968 | 1975 | 1982 | 1990 | 1999 |
| ---- | ---- | ---- | ---- | ---- | ---- |
| 116  | 318  | 294  | 103  | 111  | 173  |

## Administració
| Període | Identitat         | Partit |
| ------- | ----------------- | ------ |
| 2001-   | Jean-Louis Sitter |        |